# Mark S. Manasse
Mark Steven Manasse, né le 20 mai 1958, est un informaticien et mathématicien américain qui travaille en théorie algorithmique des nombres.

## Biographie
Mark Manasse étudie à partir de 1975 à l'Université Harvard (B. Sc. « cum laude » en 1978) et à l'Université du Wisconsin à Madison, où il obtient un maîtrise en mathématiques (1979) et une autre en informatique (1981) et il soutient un Ph. D. en 1982 supervisé par Terry Millar (en) en logique mathématique (Techniques and Counterexamples in Almost Categorical Recusive Model Theory). Il est chercheur postdoctoral aux Laboratoires Bell et, après un séjour comme professeur assistant invité à l'Université de Chicago en 1984, il est, à partir de 1985, employé à la Digital Equipment Corporation (DEC) à Palo Alto au Systems Research Center (SRC). À partir de 2001, il travaille chez Microsoft Research à Mountain View .

## Activités
Parmi ses travaux dans l'industrie, il y a l'organisation de la mémoire des architectures multiprocesseurs et la recherche d'algorithmes compétitifs, des développements sur des systèmes Windows, du calcul distribué, des protocoles cryptographiques pour le micropaiement (projet Milli Cent, 1995) ainsi que des structures syntaxiques pour de grands volumes de documents World Wide Web.
Avec Arjen Lenstra, Hendrik Lenstra et John Pollard il développe le crible algébrique pour la factorisation de grands nombres. En 1990, ils arrivent à factorisent ainsi le neuvième nombre de Fermat, ce qui confirmé l'efficacité du crible algébrique qui, au cours des années 1990, remplace progressivement le crible quadratique comme méthode la plus puissante. Au DEC, il implémente également plusieurs autres algorithmes de factorisation (Multiple Polynomial Quadratic Sieve et Elliptic Curve) avec Arjen Lenstra dans les systèmes informatiques distribués. À la suite ces travaux, l'informatique distribuée a été utilisée pour factoriser 
RSA-120 et par un groupe dirigé par Arjen Lenstra, Derek Atkins, Michael Graff et Paul Leyland et comportant plus de 600 volontaires pour factoriser le nombre RSA-129 (sur un réseau d'ordinateurs en réseau, avec un total cumulé de huit mois de temps de calcul), factorisation que Martin Gardner avait, dans sa chronique du Scientific American, estimé être  pratiquement impossible en 1976.